# サルヴァトーレ・ロ・ピッコロ
サルヴァトーレ・ロ・ピッコロ（ Salvatore Lo Piccolo、1942年7月20日 - 、シチリア島パレルモ市出身）は、男爵(il Barone)というあだ名をもつイタリアのマフィアの構成員であり、パレルモに本拠を持つ有力なボスの1人。
彼は1970年代にカルディッロ＝トンマーゾ・ナタレに本拠を置くファミリーのボスとなり、1990年代初頭、サン・ロレンツォの地区頭領(en:Mandamento)だったサルヴァトーレ・ビオンディーノが投獄されてからは、彼の地区頭領の座を引き継いだ。
ロ・ピッコロは1983年以来当局の監視の目を逃れる為、行方をくらませていたが、2007年11月5日、パレルモ近郊にある家屋で息子と他2人と共に逮捕された。

## 人物

### マフィアとしてのキャリア
ロ・ピッコロは、1942年7月20日パレルモのパルタンナ・モンデッロの近隣で生まれた。
最初は地元のボス、ロサリオ・リッコボーノの下で運転手を務めていたが、第二次マフィア戦争の時、リッコボーノは暗殺された。
その後、彼は敵対していた陣営に鞍替えし、マフィアの一党派であるコルレオーネシ(en:Corleonesi）と同盟を結んだ。
そしてパレルモからその周辺のエリアまで影響力を拡大していった。
ロ・ピッコロはカパーチ、イソラ＝デッレ＝フェミーネ、カリーニ、ヴィラグラツィア＝デ＝カリーニ、スフェッラカヴァロ、パルタンナ＝モンデロなどパレルモ市内の各地区をその支配した。
イタリア内務省外局の対マフィア調査局DIA（it:Direzione Investigativa Antimafia）によれば、ロピッコロと彼の息子サンドロ・ロ・ピッコロはパレルモ市の大部分を支配していたと言われる。そして、パレルモからメッシーナに至る各コムーネにも彼らの影響力は及び、それら各地での麻薬密売でロ・ピッコロは莫大な富を得ていた。
また、パレルモの低所得者向けの公共団地での土木工事において住人から強制的に金を強請り取っていた。
伝えられるところによれば彼はアメリカのマフィアとも深いパイプを持っていると見られている。
2005年3月、ロ・ピッコロらは "Notte di San Lorenzo"と言われるイタリア警察の捜査作戦の対象となり、84件の事件に対する容疑者として逮捕状が出されたが、ロ･ピッコロとその息子の逮捕は実を結ばなかった。

### プロベンツァーノの後継者
2006年4月11日、ベルナルド・プロベンツァーノが逮捕されたあと、ロ･ピッコロとマテオ・メッシーナ・デナロはマフィア内での主導権を握ろうと画策していた。
しかし、プロベンツァーノが隠れ屋にしていた場所から見つかったメモによれば、プロベンツァーノの代理はサルヴァトーレ・リイナ時代からのコルレオネーシ（Corleonesi）の一員であるパグリエレッリの地区頭領アントニオ・ロトロとロピッコロであると書かれていた。マフィア内部に関する重大な決定事項についてはプロベンツァーノがロトロに「これらについて決めるのはあなたと私それにロ・ピッコロ次第である」とのメッセージがあった。
パレルモのDDA(Direzione distrettuale antimafia)の反マフィア検察官であるアントニオ・イングロイアは、プロベンツァーノの後継者争いが発生する可能性はあり得ないとしている。イングロイアによると、2人のうちどちらかが後継者になるとしたら、ロ・ピッコロであると言う。イングロイアは「彼はパレルモの出身であり、そして彼はそこに強力な拠点を構えているからだ。」とその理由を述べた。

### マフィア内部抗争
プロベンツァーノが逮捕されてから2ヵ月後の2006年6月20日、当局はパレルモにいるマフィアの有力なメンバーらに対し52件の逮捕状を出した（ゴータ作戦）。
その結果、アントニオ・ロトロそして彼の片腕でありサルヴァトーレ・リイナとプロベンツァーノの個人的医者でもあるアントニオ・チーナ、ヘロイン精製所の幹部である建築業者のフランネスコ・ボヌラと同じく建築業者のジェランド・アルベルティらが逮捕された。
捜査の結果によると、ロトロらはマフィア内部に一種の連合体を結成していたことが判明した。それによると、4人の一族により13のファミリーが統括されており、彼らが、メンバー全員が投獄されているマフィア最高委員会（Mafia Commission）に成り代わりパレルモを共同統治していた。
また、調査の結果、ロ･ピッコロのマフィア内でのポジションが微妙なものであると判明した。
ロ・ピッコロとロトロとの衝突はパレルモへ戻る事を許されたインゼリッロ・ファミリーがパレルモでの利権を要求した事により険悪化していた。
その原因は、かってインゼリッロ・ファミリーのボスであるサルヴァトーレ・インゼリッロの親族が、1980年代に起きた第二次マフィア戦争の折、コルレオーネシらにより殺害され、抗争後、インゼリッロのメンバーらはアメリカに逃亡していたからである。
その当時、ロトロはインゼリッロ・ファミリーと敵対していたマフィアの1人であった。
この事から、ロ・ピッコロがインゼリッロ・ファミリーがパレルモに戻るのを許可した時、ロトロは彼らの復讐を恐れて復帰することに強く反対していた。
ロトロらが逮捕された事により、マフィア同士の抗争は終結したと言われている。
ロトロはプロベンツァーノが逮捕される以前に、ロ・ピッコロと息子サンドロに対し死刑宣告を出しており、2人を抹殺する為に、彼らの体を溶かすための大量の酸を用意していた。
だが、ロトロ、チーナそしてボヌラらが逮捕されたことにより、ロ・ピッコロはパレルモでの支配権を手に入れた。

### 逮捕
2007年11月5日、ロ・ピッコロと息子のサンドロそして2人の幹部ガスパーレ・プリッジとアンドレア・アダモらはシチリア近郊テッラジーニとチーニジの間にあるジャルディネッロの別荘において会議を開いていたところを踏み込んできた警察に逮捕された。警察が別荘に乗り込んだ際、彼らは武装していたが、抵抗することなく逮捕された。
また、息子のサンドロは手錠をかけられた時、涙を浮かべながら「俺は父さんを愛している！」と叫んでいたと言われる。
その後、彼らは４機のヘリコプターでパレルモ警察本部に護送された。
イタリアの通信社ANSAによると、ロ・ピッコロもマテオ・メッシーナ・デナロもマフィア内において十分な影響力を保持しておらず、プロベンツァーノが逮捕された後、その影響力を高めることが出来た。
さらなる調査によれば、2006年6月にロトロが逮捕されて以降、ロピッコロとデナロらがマフィアの支配権を握った事がわかった。
ANSAによると、警察当局はロ・ピッコロらとロトロらの間で本格的な抗争が起こるのを警戒していた。そしてロ・ピッコロがプロベンツァーノの片腕であり、プロベンツァーノの穏健路線を継承し、密かに組織の強化をしたことにより、組織内部での尊敬を集めたことでロ・ピッコロが優位を保つことができたと明かした。
プロベンツァーノの方針によりロ・ピッコロは、1992年に反マフィア活動を展開していたジョヴァンニ・ファルコーネとパオロ・ボルセリーノをサルバトーレ・リイナが暗殺した事から始まった国との戦いに終止符をうった。

### マフィアの掟
逮捕後の家宅捜査の結果、ロ・ピッコロが制定したと思われるマフィアが守るべきとする掟を箇条書きした文書が発見された。
掟は10項目あり、タイプライターで書かれていた。
- 我々の仲間になりたいと言う者がいれば、必ず他のメンバー等の仲介人を置くこと。
- 仲間の妻に目をつけてはいけない。
- 警察とは通じてはならない。
- 酒場やクラブには行かないこと。
- たとえ妻が出産している時であろうと、いつでもマフィアのために働けるよう準備をしておくこと。
- 約束は必ず守ること。
- 妻には敬意を持って接すること。
- 仲間から質問を問われれば、必ず真実を語ること。
- 仲間や他のファミリーの金に手をつけてはいけない。
- 警察の関係者及びその親戚、ファミリーに背信的な感情を抱く者、極端に素行が悪い者、モラルに欠けるものは仲間になれない。